# Scuola di Santo Stefano
La  Scuola di Santo Stefano era una delle scuole di devozione di Venezia. L'edificio che fungeva da sede, situato nel sestiere di San Marco in campiello Santo Stefano, è stato molto rimaneggiato nei secoli e rialzato di tre piani; oggi è adibito ad uso commerciale al piano terra ed abitativo negli altri.  
Per un equivoco dovuto al Molmenti viene anche citata ricorsivamente ma impropriamente Scuola dei Laneri, arte che aveva invece una propria sede a Santa Croce. 

## Storia e descrizione
La confraternita venne fondata nel 3 marzo 1299 essendo così una delle confraternite più antiche erette in Venezia. Tuttavia le più precise informazioni che ci rimangono sono quelle riportate dalla Mariegola iniziata nel 1493 ma riportante anche le notizie rilevanti dei decenni immediatamente precedenti trascritti dalla mariegola vecchia.

La confraternita, a dispetto dell'equivoco citato che la imparentava ai Laneri, non era legata ad una Arte, era come altre una scuola di devozione e come queste i suoi confratelli svolgevano le più svariate professioni. Negli atti della Mariegola sono citati negli anni i diversi mestieri di molti dirigenti della scuola – commercianti o artigiani che fossero: batioro (fabbricanti di foglie d'oro), criveladori de formento (setacciatori di frumento), marangoni (falegnami), stagneri (stagnai), spicieri (speziali), frutaruoli (fruttivendoli), sartori (sarti), taiapiera (lapicidi e scultori), e così via. Proprio di questi ultimi lapicidi la presenza fu per un certo periodo particolarmente rilevante: p.e. nel 1506 Giovanni Buora fu guardian (presidente) della scuola avendo come vicario Manfredo di Paolo da Bissone e tra i consiglieri Bernardino Sorella, ambedue rinomati taiapiera, inoltre fra i confratelli vi era Pietro Lombardo, decano dell'Arte dei Taiapiera. Dei laneri non c'è traccia se non nelle polemiche di fine settecento. Infatti ai Laneri e era stato affidato nel 1676 un capitale di 1.000 ducati. Più tardi, a causa della pesante crisi del settore della lana, che questi non furono in grado di pagare gli interessi, come riportato nelle scritture del 1756 e 1780.  

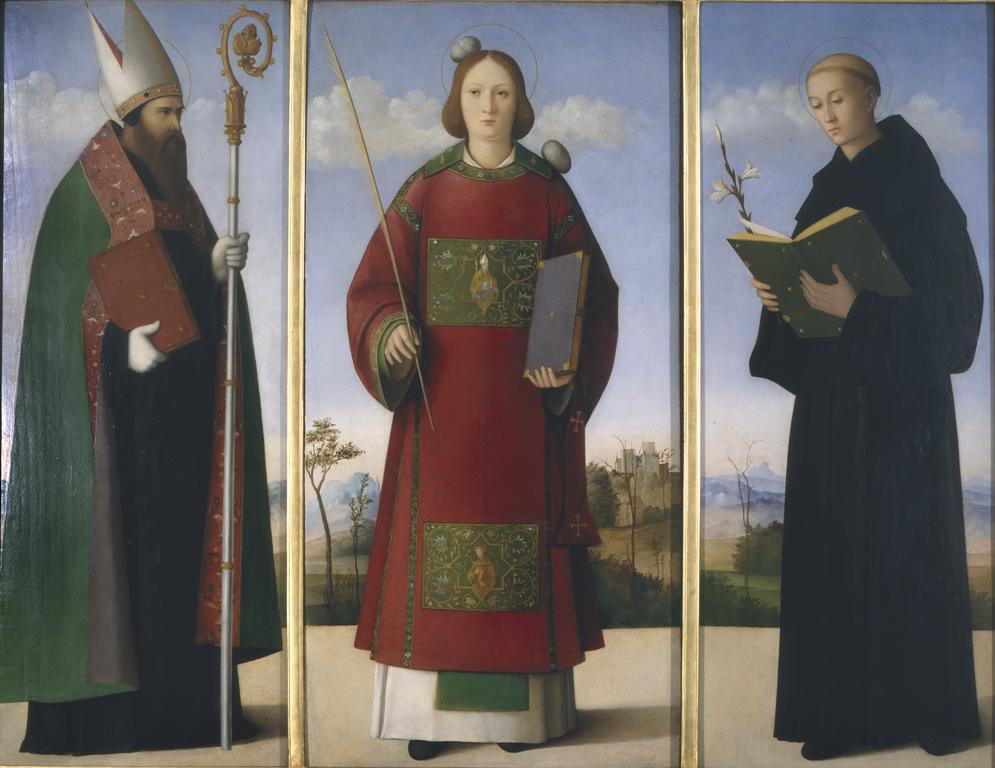
Francesco Bissolo, Trittico di santo Stefano con i santi Agostino e Nicola da Tolentino, Pinacoteca di Brera, Milano.

Inizialmente per le riunioni e le celebrazioni liturgiche la scuola si serviva del proprio altare e della sagrestia della chiesa di Santo Stefano.  Dal 1437 ottenne dai frati agostiniani, una porzione del terreno cimiteriale di fronte alla facciata della chiesa. Qui venne costruita una piccola sede, ampliata nel 1476 in un edificio a due piani con una cappella a piano terra e la sala capitolare sopra. Nel 1506 si decise di decorare sia la cappella con dossali lignei, sia la sala capitolare con dipinti. A Francesco Bissolo fu commissionata la pala per l'altare,  il Trittico di santo Stefano con i santi Agostino e Nicola da Tolentino – evidente omaggio al vicino convento – consegnata nel 1510. A Vittore Carpaccio vennero commissionati i cinque teleri delle Storie di santo Stefano: questo sontuoso ciclo venne realizzato in più fasi tra il 1511 e il 1520. 
Secondo l'uso delle scuole i contratti con gli artisti non venivano registrati, per cui tutte queste opere vennero citate ufficialmente per la prima volta nel 1564 in una bozza per un accordo di fusione con la Scuola di San Teodoro, fusione mai andata a buon fine. Il documento raccomandava che «li quadri de pitura a oglio della vita del Glorioso ms. S. Stefano [...] degni veramente de esser preservati per la l oro bellezza» dovessero essere collocati onorevolmente nella nuova costruzione sotto un soffitto ben decorato. Più tarda la prima citazione in letteratura delle opere che pare essere quella nelle Ricche minere del Boschini che fra l'altro equivoca l'autore del trittico attribuendolo anch'esso al Carpaccio, errore che si trascinerà poi per secoli.
Nel XVIII secolo la Scuola visse un periodo di profonda crisi, dovuto probabilmente al contenzioso con i Laneri, che richiese alcune iniziative per sopravvivere, come l'affitto di un locale ad un mercante di formaggi (1757) e poi ad uno strazzarolo (1799). 
Con le soppressioni napoleoniche del 1806 gli arredi e le decorazioni vennero dispersi. Un telero del Carpaccio andò misteriosamente perduto: secondo l'inventario di Anton Maria Zanetti, ispettore della repubblica per le pitture pubbliche, il 14 settembre 1773 risultava ancora in situ, presenza confermata dal successivo ispettore Francesco Maggiotto il 18 ottobre 1796; invece non compare nella nota di consegna del 26 ottobre 1807 a Pietro Edwards, delegato napoleonico per queste confische, Gli altri quattro dipinti del ciclo si trovano oggi in altrettanti musei; il trittico del Bissolo è giunto invece nella Pinacoteca di Brera.
Il vecchio edificio è stato sopraelevato ed inglobato in una più ampia costruzione, dell'antico rimangono soltanto le aperture di porta e finestre, e incastonato nel muro, un piccolo bassorilievo tardo gotico, di fattura marcatamente popolaresca, che rappresenta santo Stefano venerato dai confratelli.

## Il ciclo di Carpaccio
Le Storie di santo Stefano (1511-1520, olio su tela) appartengono alla fase finale della vita del pittore in probabile collaborazione con il figlio Pietro. Gli episodi narrati risultano prevalentemente ispirati dalla Legenda Aurea, fonte già largamente sperimentata dal Carpaccio, piuttosto che dagli Atti degli Apostoli, precisamente inquadrati in scene dal sapore rinascimentale.
- Santo Stefano e sei suoi compagni consacrati diaconi da san Pietro, 1511, 148x231 cm, Berlino, Gemäldegalerie;
- Predica di santo Stefano, 1514, 152x195 cm, Parigi, Louvre;
- Disputa di santo Stefano, 1514, 147x172 cm, Milano, Pinacoteca di Brera;
- Processo di santo Stefano, perduto, probabilmente eseguito in una data molto vicina a quella del successivo; ne resta agli Uffizi un disegno, copia dell'originale o del bozzetto, di mano della scuola (forse Benedetto Carpaccio)[11];
- Lapidazione di santo Stefano, 1520, 142x170 cm, Stoccarda, Staatsgalerie.

Possibile ricostruzione
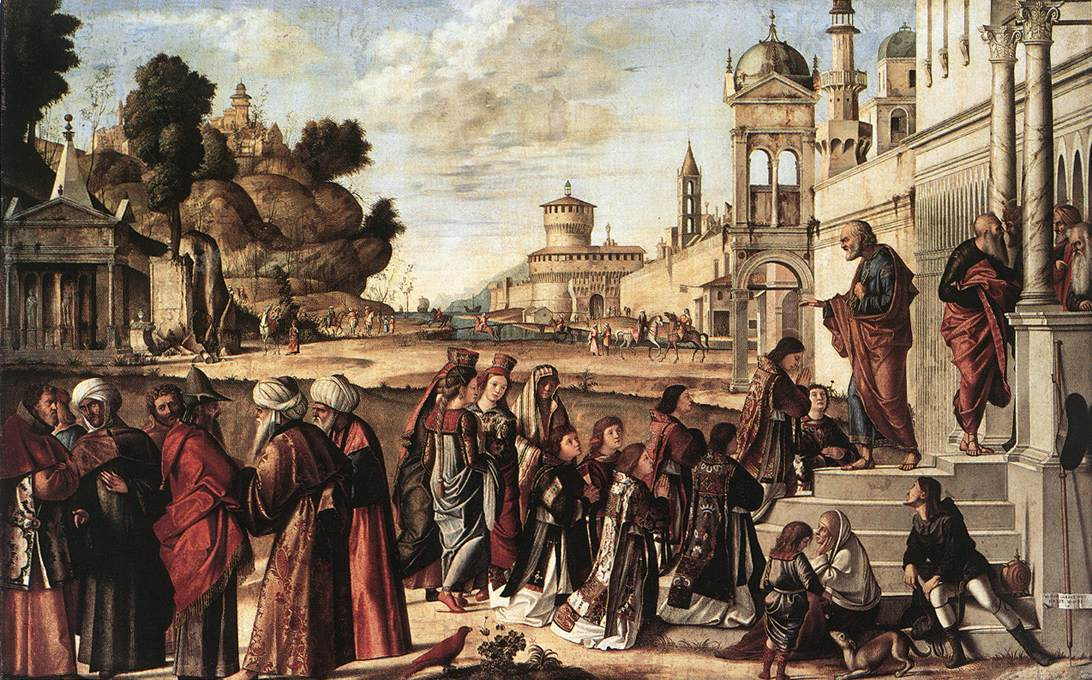
Santo Stefano consacrato diacono da san Pietro
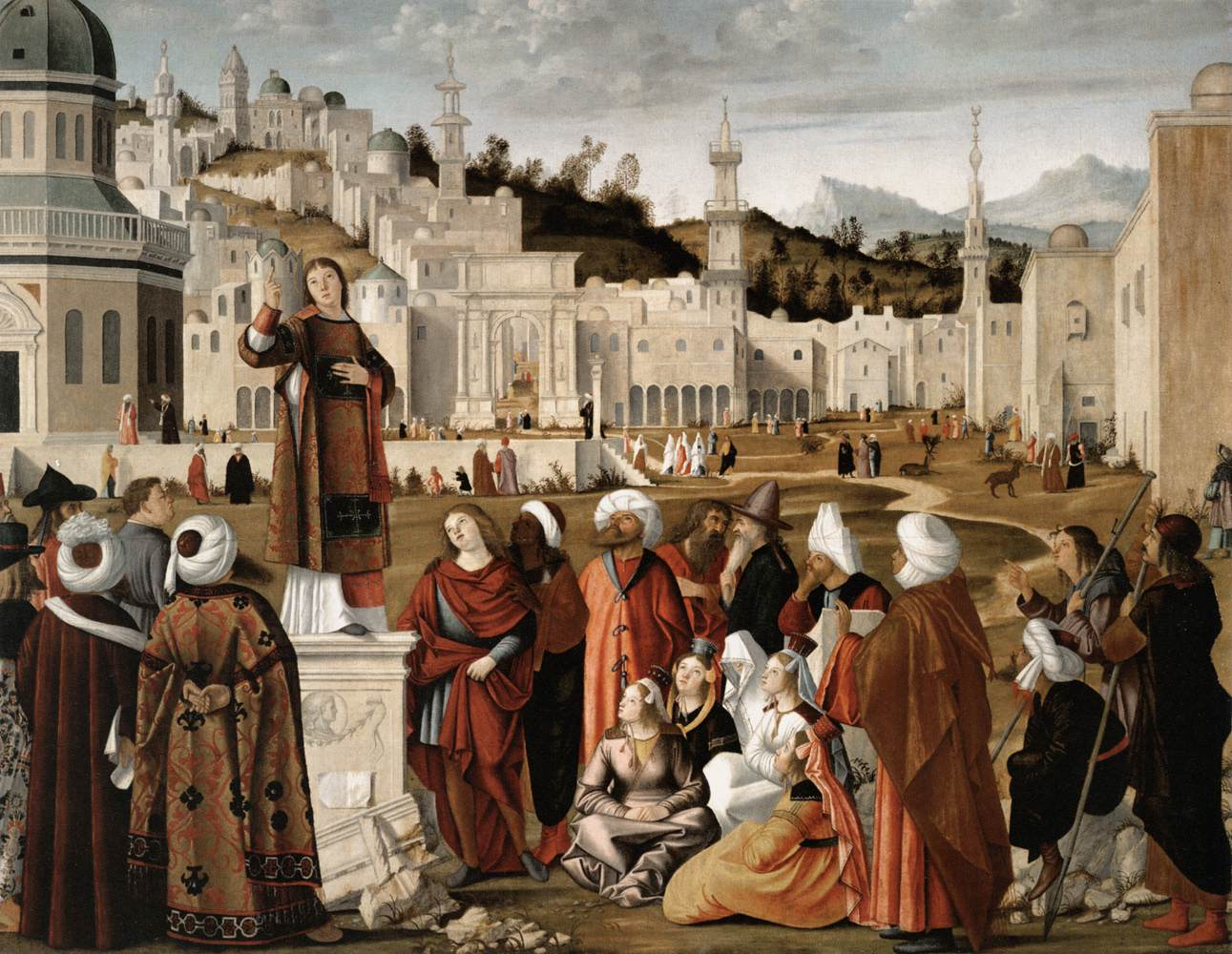
Predica di santo Stefano
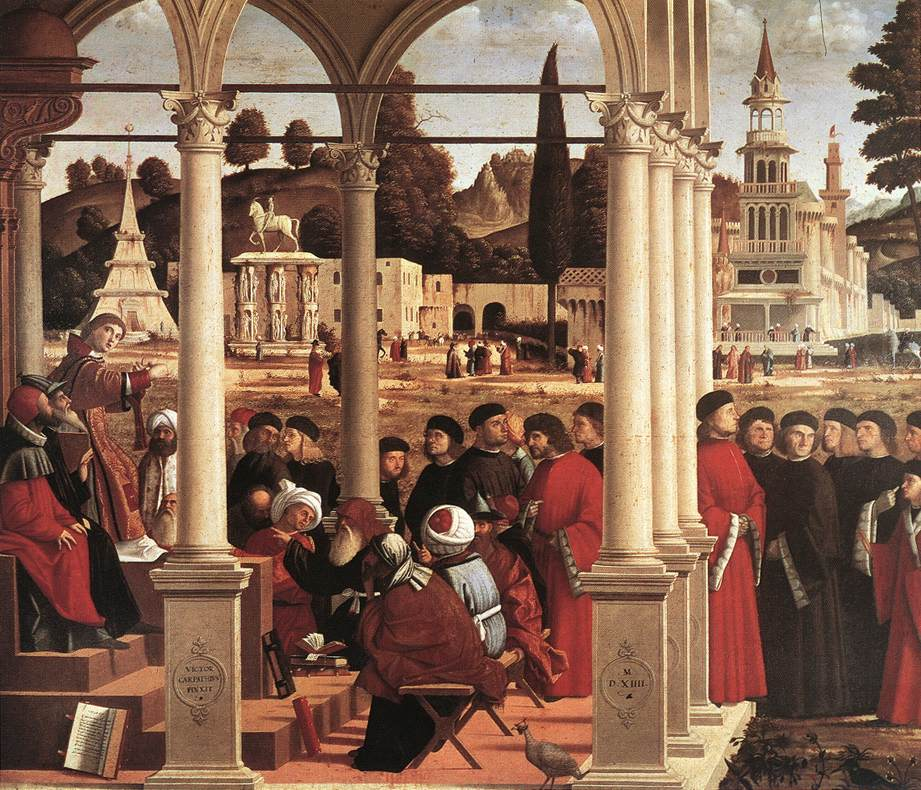
Disputa di santo Stefano
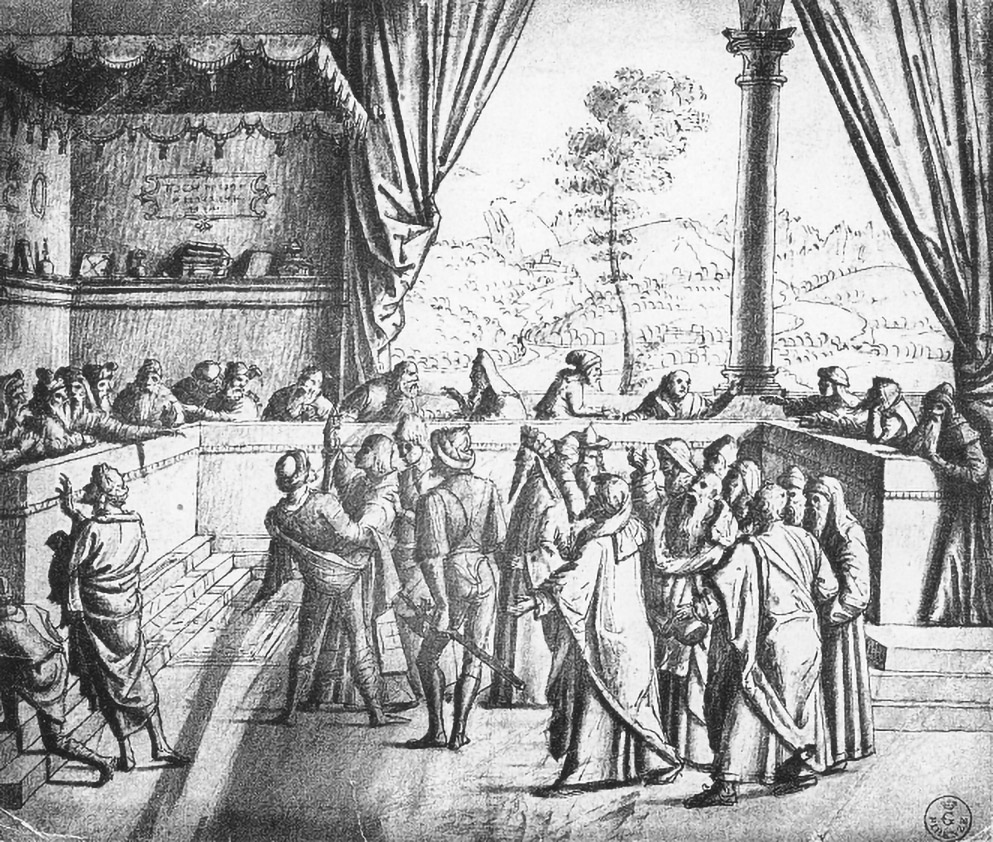
Processo di santo Stefano (copia)
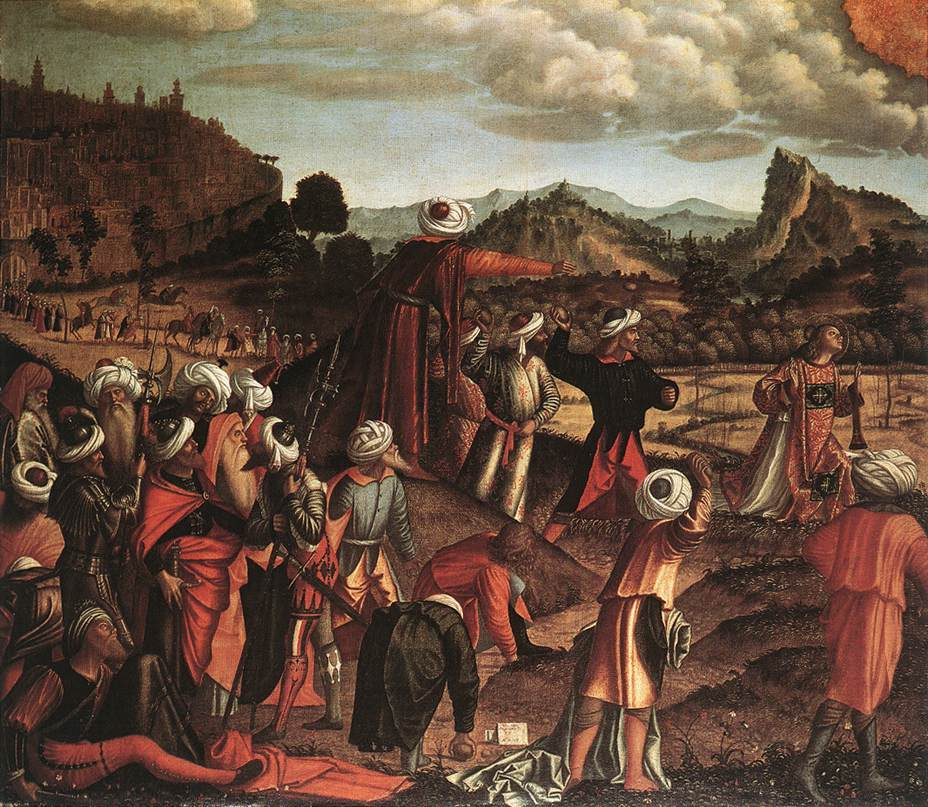
Lapidazione di santo Stefano